# Dominik Szoboszlai
Dominik Szoboszlai (Székesfehérvár, 25 de outubro de 2000) é um futebolista húngaro que atua como meio-campista. Atualmente, joga no Liverpool.

## Carreira

### Liefering
Szoboszlai fez sua estreia profissional na temporada 2017–18 pelo Liefering na segunda divisão contra o Kapfenberg em 21 de julho de 2017. Ele marcou seu primeiro gol profissional contra o FC Blau-Weiß Linz em 4 de agosto de 2017.
Durante a temporada 2017-18, fez sua estreia contra o Austria Wien em 27 de maio de 2018. Entrou em campo aos 57 minutos como substituto de Enock Mwepu. Marcou seu primeiro gol pelo clube na vitória por 6–0 da Copa da Áustria contra o SC Eglo Schwarz.
Em sua primeira temporada profissional foi peça fundamental no esquema do Liefering, marcando 10 gols em 33 jogos, além de dar 7 assistências.[carece de fontes?]

### Red Bull Salzburg

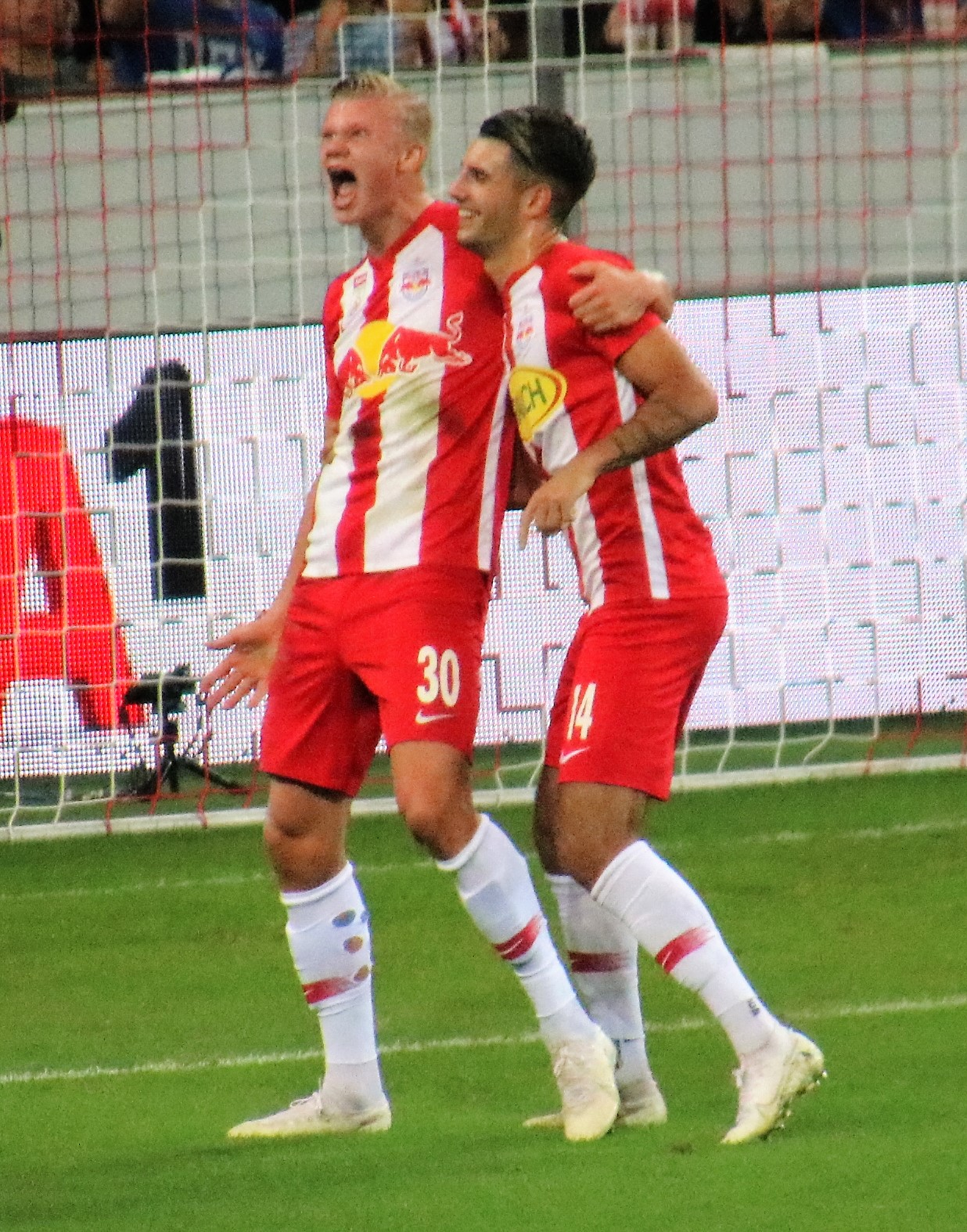
Domink e Erling Haaland pelo Salzburg.

Em janeiro de 2018, após suas atuações pelo Liefering, ele recebeu um contrato com o Salzburg válido até maio de 2021, que ele estendeu antecipadamente até 2019 de maio de 31, no final de março de 2022.
Ele marcou seu primeiro gol na liga contra o Wacker Innsbruck em 17 de março de 2019. Em 17 de setembro de 2019 fez sua estreia na Liga dos Campeões e marcou seu primeiro gol na competição contra o Genk em uma vitória por 6–2.
Szoboszlai marcou um hat-trick na vitória do Salzburg por 5–1 contra Sturm Graz em 10 de junho de 2020. Terminou a temporada com 9 gols e 14 assistências em 27 partidas do campeonato e foi eleito o jogador da temporada 2019-20.
Szoboszlai deixou Salzburg, onde se tornou tricampeão da Bundesliga Austríaca (2017–18, 2018–19 e 2019–20) e bicampeão da Copa da Áustria (2018–19 e 2019–20).

### Leipzig
Em 17 de dezembro de 2020, o meia foi anunciado como reforço do RB Leipzig.Com um preço de € 20 milhões, Dominik se tornou o jogador húngaro mais caro da história. No entanto, Szoboszlai não pôde participar de nenhuma partida pelo RB Leipzig na temporada 2020-21 devido a uma lesão de longo prazo.
Fez sua estreia a 7 de agosto, no jogo da primeira eliminatória da Copa da Alemanha frente ao Sandhausen, e marcou o último na goleada de 0-4 final três minutos depois de entrar.
Já na temporada 2021-22, Szoboszlai foi utilizado em 31 jogos da Bundesliga e esteve envolvido em 14 gols. Ele também chegou à final da Copa da Alemanha com o RB Leipzig, na qual também jogou e que os saxões venceram nos pênaltis contra o Freiburg.
Em sua última temporada pelos Touros Vermelhos, Szoboszlai fez 10 golos e fez 13 assistências em 46 partidas sendo um dos destaques da Bundesliga.
Após duas ótimas temporadas na Budesliga, Szoboszlai deixou Leipzig onde somou 20 gols e 22 assistências em 91 jogos, em duas temporadas, além de se tornar peça fundamental no bicampeonato da Copa da Alemanha (2021–22 e 2022–23).

### Liverpool
Em 1 de julho de 2023, Szoboszlai foi anunciado pelo Liverpool e assinou contrato até junho de 2028, em uma transferência de 60 milhões de euros.Ele vestirá a camisa 8 que foi do ídolo Steven Gerrard.
| “                                    | É um clube histórico, com grandes jogadores e um grande treinador. Para mim é perfeito dar este salto para um clube como este. Os adeptos, o estádio... Tudo é muito bom! | ” |
| — Szoboszlai já de camisola vestida. | |   |

Szoboszlai estreou-se oficialmente pelo Liverpool em 19 de julho de 2023, na vitória por 4-2 sobre o Karlsruher, da Segunda Divisão alemã, num amistoso internacional. Szoboszlai foi titular até ser substituído por Alexis Mac Allister no intervalo. Em 3 de setembro de 2023, Szoboszlai marcou seu primeiro gol pelo Liverpool na vitória por 3 a 0 da Premier League contra o Aston Villa. Ele também se tornou o primeiro húngaro a marcar pelo Liverpool.

## Seleção Húngara
Recebeu sua primeira convocação para a equipe principal da Hungria para o amistoso contra a Rússia e para as eliminatórias para a Copa do Mundo da FIFA de 2018 contra Andorra em junho de 2017. Ele fez sua estreia pela seleção principal em 21 de março de 2019, nas eliminatórias para a Euro 2020, contra a Eslováquia como substituto de László Kleinheisler aos 54 minutos. Ele marcou seu primeiro gol pela seleção contra o mesmo adversário, a Eslováquia, na mesma disputa do UEFA Euro 2020 em uma cobrança de falta.
Ele marcou em mais uma cobrança de falta na Liga das Nações B de 2020-21 contra a Turquia, onde a Hungria saiu vitoriosa por 1-0.

## Estatísticas
Atualizado até 29 de novembro de 2020.

### Clubes
| Equipe            | Temporada         | Campeonato nacional | Campeonato nacional | Copa nacional | Copa nacional | Competições continentais | Competições continentais | Total | Total |
| Equipe            | Temporada         | Jogos               | Gols                | Jogos         | Gols          | Jogos                    | Gols                     | Jogos | Gols  |
| ----------------- | ----------------- | ------------------- | ------------------- | ------------- | ------------- | ------------------------ | ------------------------ | ----- | ----- |
| Liefering         | 2017–18           | 33                  | 10                  | –             | –             | –                        | –                        | 33    | 10    |
| Liefering         | 2018–19           | 9                   | 6                   | –             | –             | –                        | –                        | 9     | 6     |
| Liefering         | Total             | 42                  | 16                  | –             | –             | –                        | –                        | 42    | 16    |
| Red Bull Salzburg | 2017–18           | 1                   | 0                   | –             | –             | –                        | –                        | 1     | 0     |
| Red Bull Salzburg | 2018–19           | 16                  | 3                   | 3             | 2             | 1                        | 0                        | 20    | 5     |
| Red Bull Salzburg | 2019–20           | 27                  | 9                   | 6             | 2             | 7                        | 1                        | 40    | 12    |
| Red Bull Salzburg | 2020–21           | 9                   | 4                   | 1             | 0             | 6                        | 4                        | 16    | 8     |
| Red Bull Salzburg | Total             | 53                  | 16                  | 10            | 4             | 14                       | 5                        | 77    | 25    |
| Total na carreira | Total na carreira | 95                  | 32                  | 10            | 4             | 14                       | 5                        | 119   | 41    |

### Seleção Húngara
Expanda a caixa de informações para conferir todos os jogos deste jogador, pela sua seleção nacional.
Sub-21
|    | Data                   | Local                               | Resultado | Adversário | Gol(s) | Competição                |
| -- | ---------------------- | ----------------------------------- | --------- | ---------- | ------ | ------------------------- |
| 1. | 1 de setembro de 2017  | Benteler-Arena, Paderborn           | 2–1       | Alemanha   | 0      | Amistoso                  |
| 2. | 5 de setembro de 2017  | Gyirmóti Stadion, Győr              | 2–1       | Malta      | 0      | Elim. Europeu Sub-21 2019 |
| 3. | 5 de outubro de 2017   | Estádio Ferenc Szusza, Budapeste    | 2–6       | Itália     | 0      | Amistoso                  |
| 4. | 10 de outubro de 2017  | Recep Tayyip Erdoğan, Istambul      | 0–0       | Turquia    | 0      | Elim. Europeu Sub-21 2019 |
| 5. | 10 de novembro de 2017 | Estádio Ferenc Szusza, Budapeste    | 2–2       | Suécia     | 0      | Elim. Europeu Sub-21 2019 |
| 6. | 14 de novembro de 2017 | AEK Arena, Lárnaca                  | 2–0       | Chipre     | 0      | Elim. Europeu Sub-21 2019 |
| 7. | 22 de março de 2018    | Estádio Nándor Hidegkuti, Budapeste | 4–0       | Chipre     | 0      | Elim. Europeu Sub-21 2019 |
| 8. | 26 de março de 2018    | Den Dreef, Heverlee                 | 0–3       | Bélgica    | 0      | Elim. Europeu Sub-21 2019 |

Principal
|     | Data                   | Local                             | Resultado | Adversário    | Gol(s) | Competição                           |
| --- | ---------------------- | --------------------------------- | --------- | ------------- | ------ | ------------------------------------ |
| 1.  | 21 de março de 2019    | Anton Malatinský Stadium, Trnava  | 0–2       | Eslováquia    | 0      | Elim. Euro 2020                      |
| 2.  | 24 de março de 2019    | Groupama Arena, Budapeste         | 2–1       | Croácia       | 0      | Elim. Euro 2020                      |
| 3.  | 8 de junho de 2019     | Estádio Olímpico de Bacu, Bacu    | 3–1       | Azerbaijão    | 0      | Elim. Euro 2020                      |
| 4.  | 11 de junho de 2019    | Groupama Arena, Budapeste         | 1–0       | País de Gales | 0      | Elim. Euro 2020                      |
| 5.  | 9 de setembro de 2019  | Groupama Arena, Budapeste         | 1–2       | Eslováquia    | 1      | Elim. Euro 2020                      |
| 6.  | 13 de outubro de 2019  | Groupama Arena, Budapeste         | 1–0       | Azerbaijão    | 0      | Elim. Euro 2020                      |
| 7.  | 15 de novembro de 2019 | Puskás Aréna, Budapeste           | 1–2       | Uruguai       | 0      | Amistoso                             |
| 8.  | 19 de novembro de 2019 | Cardiff City Stadium, Cardiff     | 0–2       | País de Gales | 0      | Elim. Euro 2020                      |
| 9.  | 3 de setembro de 2020  | Novo Estádio Sivas 4 Eylül, Sivas | 1–0       | Turquia       | 1      | Liga das Nações da UEFA B de 2020–21 |
| 10. | 6 de setembro de 2020  | Puskás Aréna, Budapeste           | 2–3       | Rússia        | 0      | Liga das Nações da UEFA B de 2020–21 |
| 11. | 12 de novembro de 2020 | Puskás Aréna, Budapeste           | 2–1       | Islândia      | 1      | Elim. Euro 2020                      |
| 12. | 15 de novembro de 2020 | Puskás Aréna, Budapeste           | 1–1       | Sérvia        | 0      | Liga das Nações da UEFA B de 2020–21 |

## Títulos
Red Bull Salzburg Sub-19
- Liga Jovem da UEFA: 2016–17

Red Bull Salzburg
- Bundesliga Austríaca: 2017–18, 2018–19 e 2019–20
- Copa da Áustria: 2018–19 e 2019–20

RB Leipzig
- Copa da Alemanha: 2021–22 e 2022–23

Liverpool
- Copa da Liga Inglesa: 2023–24
- Premier League: 2024–25

### Prêmios individuais
- Equipe da Segunda Divisão Austriaca: 2017–18
- Melhor Jogador da Bundesliga Austríaca: 2019–20